# 奥尔良大学
奥尔良大学坐落于距法国奥尔良中心约10公里的La source镇，是一所創始于1306年的公立大學。学校拥有4个教学单位（UFR），4个职业教育学院（IUT），一个综合理工学院（Polytech' Orléans）。2006年，学校约有15000名注册学生。

## 历史

### 奥尔良神学院时期(公元7世纪-13世纪)
奥尔良最早的教育机构为公元7世纪由当地教会组织的教区、修道院学校，目的是为当时的加洛林王朝训练干部。

1235年由教宗额我略九世批准在奥尔良建立以教授罗马法为主的神学院。

### 奥尔良法学院时期(1306-1793)
1306年1月27日，奥尔良大学由教宗克莱孟五世借由五封教宗诏书正式建立。但奥尔良的居民不愿接受教皇的旨意，因此试图反对建立大学，并于1309年发生了暴力骚乱。直至1312年，卡佩王朝的国王腓力四世 (法兰西)赋予了奥尔良大学的特权，所授课程改为民法和教会法。这样的修改得到了民众的认可，奥尔良大学随之开始正常教学，也成为了继巴黎、图卢兹和蒙彼利埃之后的第四所法国大学。

在中世纪，奥尔良大学以民法和罗马法教学而闻名。由于教宗和诺理三世禁止巴黎城内的教育机构进行罗马法的教学，因此距离巴黎较近的奥尔良便成了学生们学习罗马法的最佳选择。在此时期，学校专攻法律，并没有设立艺术和人文学院。

文艺复兴到法国大革命期间，奥尔良大学被置于王权的控制之下。进入18世纪，受困于法兰西王国此时推行的旧制度，奥尔良大学和法国其他大学一样进入了衰退期。根据1789年学者的记载，当时奥尔良大学正在教授的只剩下法学的六门课。1793年9月15日，根据大革命公约，法国关闭和取消所有大学。奥尔良大学陷入停滞。

### 帝国大学时期(1808-1815)
1808年3月17日，拿破仑统治法国时期的法案确定了帝国大学的成立，根据法案，奥尔良大学可以拥有一个文学系和一个科学系，但当地民众希望拥有一座法学院，以继承奥尔良在中世纪时期积攒下来的法学优势，但请愿书一直没能通过。因此，法案中对于奥尔良大学的要求并没有完全实现（奥尔良仅在Pothier中学开设了部分文学课程）。1817年，政府下令关闭了奥尔良的文学院。
1848年，奥尔良被剥夺了大学院的资格。

### 奥尔良大学时期(1960- )
1959年，奥尔良市政府决定在卢瓦尔河以南约10公里Orléans-la-Source建立一个占地面积约400公顷的校园，负责建立大学的时任教育部长皮埃尔·苏德罗(Pierre Sudreau)称这个远离市区，风景秀丽的校区为“卢瓦尔河畔的牛津”。

1960年8月2日，大学科学院(CSU)在校园内的拉苏斯城堡(château de la Source)成立，随后在1961年成为理学院。

1962年11月，市政法学院成立。

1964年，文学院成立。

1966年4月14日，根据法国教育部的法令，奥尔良-图尔大学(Université d'Orléans-Tours)正式成立。

1967年，奥尔良大学的第一所大学技术学院(Institut universitaire de technologie，简称IUT)成立。

1968年春夏之交，法国爆发了著名的五月风暴。受学生运动影响，奥尔良-图尔大学于1971年1月1日拆分为奥尔良大学和图尔大学。同年，第二所IUT在布尔日成立。

1969年，奥尔良大学运动与科学学院成立。

1992年，大学的第三所IUT在沙托鲁成立。

1996年，大学的第四所IUT在沙特尔成立。

2002年，奥尔良大学将本地的两所工程师学校合并，成立了奥尔良大学工程师学校(Polytech'Orléans)。

2009年，奥尔良大学加入了卢瓦尔河谷大学研究和高等教育中心。

如今，奥尔良大学已经成为了一所拥有4个学院，一所大学工程师学院（Polytech'Orléans），4个大学理工学院，超过19,000名学生(其中包括2,000多名外国学生)及1000多名教职工的综合大学。

## 相关人士

### 杰出教授
- Robert Joseph Pothier（英语：Robert Joseph Pothier） (1699-1722), lawyer.
- (1704-1781), lawyer.

### 知名校友
- 聖伊華 († 1303),律師的主保聖人
- ,法國國王腓力四世的大臣
- 约翰内斯·罗伊希林 (1455-1522)
- 纪尧姆·比代 (1468-1540)
- 約翰·喀爾文 (1509-1564),法國神學家
- 拉波哀西 (1530-1563)
- Agrippa d'Aubigné（英语：Agrippa d'Aubigné） (1552-1630)
- 德奧弗拉斯特·何耨豆 (1586-1653),法國慈善家
- 皮埃爾·德·費馬 (vers 1601-1665)，法國數學家
- 莫里哀 (1622-1673)，法國劇作家
- 夏爾·佩羅 (1628-1703)，法國作家
- 尚·德·拉布鲁耶 (1645-1696)
- 遠藤守信 諾貝爾化學獎候選人